# Megaraptor
 Megaraptor  („riesiger Räuber“) ist eine Gattung theropoder Dinosaurier aus der jüngeren Oberkreide (spätes Turonium) von Argentinien.

## Systematik und Anatomie
Die Typus- und einzige bekannte Art Megaraptor namunhuaiquii wurde 1998 von Fernando Novas aufgrund einer 35 Zentimeter langen fossilen Klaue erstmals beschrieben. Der Gattungsname ist ein Kompositum aus dem altgriechischen μέγα (mega) „gewaltig“ und dem lateinischen raptor „Räuber“.

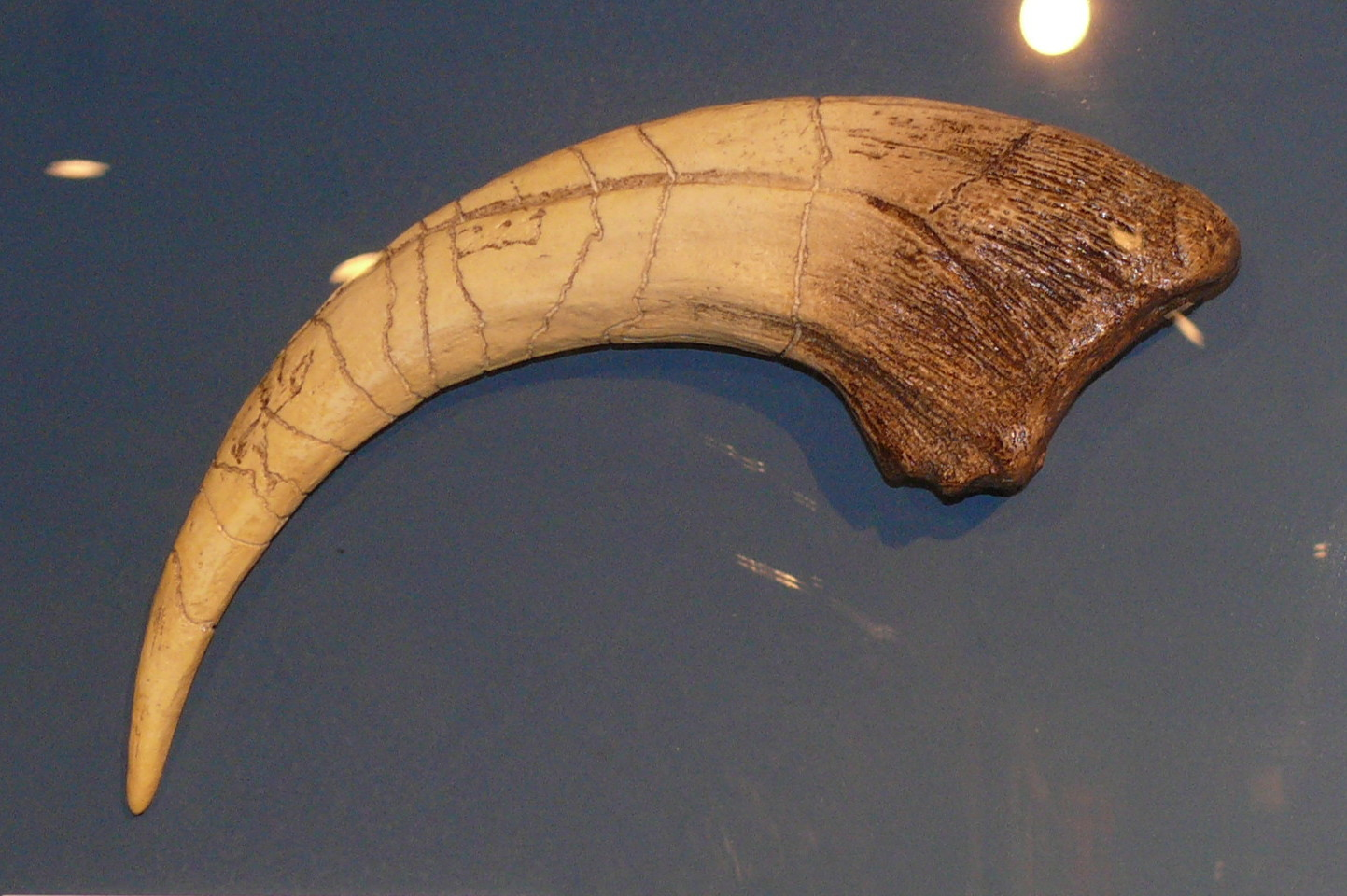
Megaraptor-Kralle im Aquazoo – Löbbecke Museum in Düsseldorf

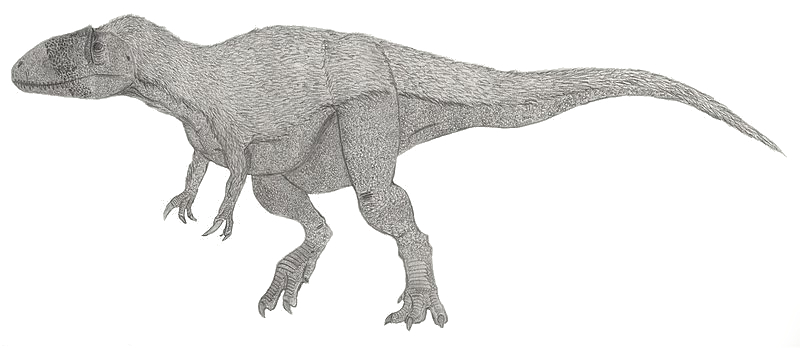
Lebendrekonstruktion von Megaraptor

Novas hielt Megaraptor aufgrund der langen Sichelklaue für einen großen Dromaeosauriden, einer Gruppe kleiner Theropoden, die durch eine vergleichbare Klaue am Fuß charakterisiert sind. Aufgrund der Unvollständigkeit des Fossilmaterials war jedoch nicht festzustellen, ob die Klaue zu Fingern oder Zehen gehörte. Neuere Funde (Calvo, 2004) zeigen, dass die Klaue sich an einem der drei Finger befand und damit eine Verwandtschaft mit den Dromaeosauriden ausscheidet.
Megaraptor wird heute zur Megaraptora gezählt. Da manche Spinosauriden eine ähnliche Kralle wie Megaraptor aufweisen, gibt es auch Spekulationen über eine Verwandtschaft mit diesen Theropoden.
Da entsprechende Skelettfunde fehlen, kann die Größe von Megaraptor nur geschätzt werden. Paläontologen gehen von einer Länge von acht Metern und von einer Höhe von etwa drei Metern für ein adultes Tier aus.